# Magyarigeni castrum
A magyarigeni castrum műemlék Romániában, Fehér megyében. A romániai műemlékek jegyzékében az AB-I-s-B-00048 sorszámon szerepel.